# Уилсон, Гарольд (легкоатлет)
Гарольд Аллан Уилсон (англ. Harold Allan Wilson; 22 января 1885, Хорнкасл, Линкольншир, Великобритания — 1916, Франция) — британский легкоатлет, серебряный призёр летних Олимпийских игр 1908.
На Играх 1908 в Лондоне Уилсон участвовал в двух дисциплинах. Он занял второе место в беге на 1500 м и выступал за сборную Великобритании в командном беге на 3 мили, но, хотя британцы стали чемпионами, он не получил награды, так как призёрами становились только три лучших спортсмена от каждой страны.